# 库隆 (德塞夫勒省)
库隆（法語：Coulon，法語發音：[kulɔ̃]）是法国德塞夫勒省的一个市镇，属于尼奥尔区。

## 地理
库隆（46°19'24"N, 0°35'6"W）面积29.79 平方千米，位于法国新阿基坦大区德塞夫勒省，该省份为法国西部内陆省份，北起曼恩-卢瓦尔省，西接旺代省，南至夏朗德省和滨海夏朗德省，东临维埃纳省。
与库隆接壤的市镇（或旧市镇、城区）包括：马涅、尼奥尔、圣雷米、桑赛、勒瓦诺-伊尔洛、伯内。

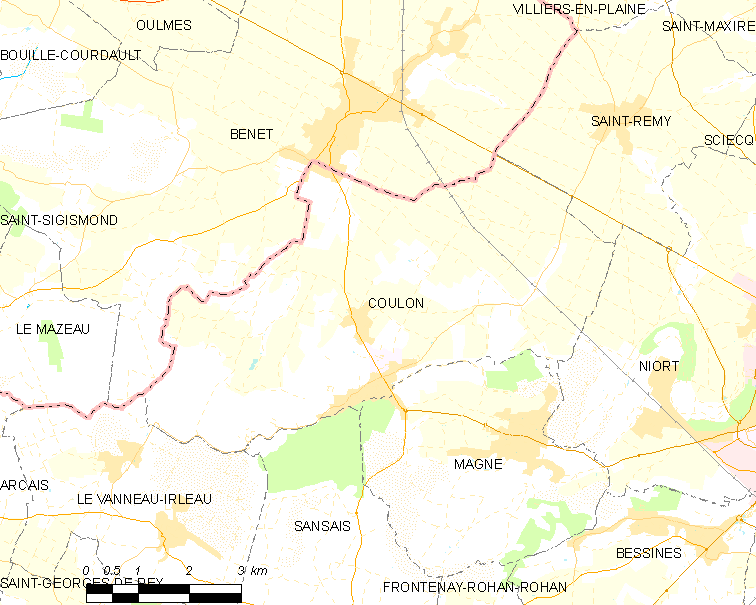
的OSM定位图

库隆的时区为UTC+01:00、UTC+02:00（夏令时）。

## 行政
库隆的邮政编码为79510，INSEE市镇编码为79100。

## 政治
库隆所属的省级选区为弗龙特奈罗昂罗昂县。

## 人口

1962-2008年间人口变化图示

库隆于2022年1月1日时的人口数量为2275人。